# Nilson Germano Zomkowski
Nilson Germano Zomkowski (Joaçaba, 27 de maio de 1937) é um político brasileiro.

## Vida
Filho de Ladislau Zomkowski e de Clara Zomkowski, descendentes de italianos e poloneses. Nilson partiu muito cedo de sua cidade natal para Curitiba fazer ensino médio e, depois, em Florianópolis, cursar odontologia pela Universidade Federal de Santa Catarina.

## Carreira
Foi deputado à Assembleia Legislativa de Santa Catarina na 8ª legislatura (1975 — 1979) e na 9ª legislatura (1979 — 1983), eleito pelo Movimento Democrático Brasileiro (MDB).
Também foi prefeito de Joaçaba e, enquanto prefeito daquela cidade, deixou à disposição o terreno para a construção da futura Universidade do Oeste de Santa Catarina (UNOESC). É o atual presidente da associação dos ex-deputados de Santa Catarina e cirurgião dentista aposentado. 
Recebeu a honra de cidadão honorário de Joaçaba